# Спиацо
Спиа̀цо (на италиански: Spiazzo) е село и община в Северна Италия, автономна провинция Тренто, автономен регион Трентино-Южен Тирол. Разположено е на 649 m надморска височина. Населението на общината е 1265 души (към 2018 г.).